# Suzuki Seiya
Suzuki Seiya (鈴木 誠也 Suzuki Seiya,  phát âm tiếng Nhật: [sɯ̥dzɯꜜkʲi̥ seːꜜja], sinh ngày 18 tháng 8 năm 1994) là cầu thủ bóng chày chuyên nghiệp người Nhật Bản hiện đang thi đấu cho CLB Chicago Cubs thuộc Giải Bóng chày Nhà Nghề Bắc Mĩ (MLB). Anh từng có thời gian thi đấu tại Giải Bóng chày Chuyên nghiệp Nhật Bản (NPB) cho đội Hiroshima Toyo Carp. Suzuki có 5 lần được bầu chọn vào Đội hình Ngôi sao NPB, 6 lần lọt vào Đội hình xuất sắc nhất mùa của NPB, và 5 lần giành giải Găng tay vàng NPB.
Suzuki là cầu thủ thứ ba trong lịch sử CLB Cubs khởi đầu sự nghiệp với 8 trận liên tiếp ghi được hit, cùng với Andy Pafko (9 trận, năm 1943) và Joe Munson (8 trận, năm 1925), đồng thời là cầu thủ người Nhật Bản thứ hai đạt được thành tích trên khi chuyển sang thi đấu tại MLB.
Trong màu áo Đội tuyển Nhật Bản, Suzuki đã cùng tuyển giành chức vô địch giải Premier12 năm 2019, trong đó anh giành giải Cầu thủ xuất sắc nhất, và huy chương vàng Olympic Tokyo 2020.
Anh kết hôn với cựu vận động viên thể dục nhịp điệu và bình luận viên Hatakeyama Airi.

## Tiểu sử
Suzuki sinh ra và lớn lên tại Arakawa, Tōkyō, và theo học cấp 3 trường trung học Nishogakusha tại quận Chiyoda. Tại đây, tuy Suzuki vươn lên trở thành một trong những tài năng sáng giá với tốc độ giao bóng đạt đến 148km/h và ghi tổng cộng 43 home run trong ba năm học thi đấu ở vị trí tay ném và chốt 1, nhưng anh không một lần cùng trường Nishogakusha lọt vào vòng chung kết Koshien Mùa hè hay Mùa xuân, với lần tiến sâu nhất là hai lần vào tới bán kết giải vòng loại khu vực Đông Tokyo.
Vào Kì tuyển chọn cầu thủ năm 2012, Suzuki được Hiroshima Toyo Carp chiêu mộ từ vòng thứ hai.

## Sự nghiệp

### Hiroshima Toyo Carp (2013-2021)
Suzuki ra mắt đội một Carp vào ngày 14 tháng 9 năm 2013 ở tuổi 19. Tuy nhiên trong giai đoạn 2013-2014, anh dành phần lớn thời gian thi đấu tại đội hạng dưới của CLB, với thông số đập bóng tại hạng đấu này lần lượt là 0,334 (tỉ lệ đạt hit)/ 0,382 (tỉ lệ lên lũy)/ 0,5 (tỉ lệ slugging).
Năm 2015, Suzuki chuyển hẳn từ vị trí cầu thủ sân trong sang sân ngoài, và tìm được vị trí trong đội một với việc thi đấu 97 trận trong màu giải năm đó. 
Tuy nhiên, anh chỉ thực sự bứt phá vào mùa giải 2016, trở thành một trong những tay đập đáng gờm tại NPB với việc dẫn đầu đội Carp về tỉ lệ hit (0,335), home run (29), và tổng tỉ lệ lên lũy và slugging (OPS) (1,016).  Suzuki còn đạt danh hiệu Găng tay Vàng, cũng như lần đầu nhận được đề cử tham gia trận đấu All-Star và lọt vào Đội hình xuất sắc nhất mùa giải của Central League (CL). Với màn trình diễn xuất sắc của anh, Hiroshima Toyo Carp đã giành chức vô địch Central League lần đầu tiên sau 25 năm, trước khi để thua tại Nippon Series trước Hokkaido Nippon-Ham Fighters của Ōtani Shōhei.
Suzuki tiếp tục phong độ ấn tượng này vào mùa giải 2017, với thông số đập bóng lần lượt là 0,3/0,389/0,547 với 26 home run và 16 lần cướp lũy, qua đó dẫn đầu Central League về tổng tỉ lệ OPS 0,936. Tuy kết thúc mùa giải từ tháng 8 vì chấn thương, anh vẫn dành danh hiệu Găng tay Vàng và đề cử Đội hình xuất sắc nhất mùa giải của CL lần thứ hai liên tiếp.
Tới năm 2018, Suzuki đạt đề cử tham dự trận All-Star thứ 3 trong sự nghiệp, trong đó anh ghi được một home run từ tay ném Kikuchi Yusei. Với thông số đập bóng 0,32/0,438/0,618 cùng 30 home run và đập về 94 điểm của anh, Carp dành danh hiệu vô địch Central League năm thứ ba liên tiếp. Tuy nhiên họ một lần nữa thất bại tại Nippon Series khi để thua trước Fukuoka SoftBank Hawks bất chấp Suzuki nỗ lực ghi 10 hit trên 22 lần đánh, ghi 3 home run và đập về 6 điểm trong suốt serie. Tuy vậy, anh được tôn vinh là thủ quân tại CLB Carp với việc đổi số áo sang #1 của Maeda Tomonori vào cuối mùa giải.